# Oldbury-on-Severn
Oldbury-on-Severn är en liten by och en civil parish (benämnd Oldbury-upon-Severn) nära mynningen av floden Severn i South Gloucestershire i Gloucestershire i England i den södra delen av landet, 170 km väster om huvudstaden London. Här ligger Oldbury kärnkraftverk som öppnade 1967. Parish har 780 invånare (2011).
I byn finns bland annat två pubar, the Anchor Inn och The Ship Inn och två kyrkor. Här finns också Thornbury Sailing Club.